# Mariannenplatz (Berlin)
Der Mariannenplatz liegt im Berliner Ortsteil Kreuzberg des Bezirks Friedrichshain-Kreuzberg, nahe der ehemaligen Mauer. Er verläuft in Fortsetzung der Mariannenstraße zwischen Waldemar- und Wrangelstraße und ist ein relativ großer Platz mit parkähnlichem Charakter und weitläufiger Liegewiese. An seinem nördlichen Ende befindet sich die St.-Thomas-Kirche. Der Platz ist benannt nach Prinzessin Marianne von Preußen (eigentlich: Maria Anna Amalie von Hessen-Homburg, 1785–1846).

## Geschichte
Der Stadtplatz wurde zwischen 1841 und 1846 auf dem Köpenicker Feld neu angelegt und erhielt am 24. März 1849 seinen heutigen Namen. Im Jahr nach seiner Benennung weist das Berliner Adressbuch das gleichzeitig errichtete Diakonissenhaus Bethanienhaus hier aus und sonst keinerlei Bebauung. Die Lagebeschreibung lautete „zwischen dem Mariannenufer und der Waldemarstraße bis zur Normal-Krankenanstalt“.
Im Jahr 1853 ließ die Berliner Verwaltung die Fläche nach Plänen von Peter Joseph Lenné als Schmuckplatz herrichten. Im Laufe der Jahre und vor allem infolge des Zweiten Weltkriegs ging der Charakter der gepflegten Grünanlage verloren. Erst 1979/1980 erhielt der Platz weitgehend sein ursprüngliches Aussehen zurück.
In den 1990er Jahren nach der politischen Wende wohnte der Dramatiker Heiner Müller bis zu seinem Tod im Jahr 1995 in direkter Nachbarschaft zum Mariannenplatz in der Muskauer Straße.

## Bebauung, Skulpturen und Veranstaltungen
Am Mariannenplatz sind das frühere Krankenhaus Bethanien, das heute als Künstlerhaus Bethanien bezeichnet wird, sowie das Kulturamt des Bezirks beheimatet.
Hier steht auch das ehemals besetzte Georg-von-Rauch-Haus (umgangssprachlich „Rauch-Haus“), das nach Georg von Rauch, einem Mitglied des Zentralrates der umherschweifenden Haschrebellen, benannt wurde, der von einem Polizisten erschossen worden war. Der linke Rockmusiker Rio Reiser wohnte zeitweise hier, und seine Band Ton Steine Scherben verewigte den Mariannenplatz in der Hausbesetzer-Hymne Rauch-Haus-Song vom Album Keine Macht für Niemand (1972). Die Fraktion Die Linke brachte 2017 einen Antrag in die Bezirksverordnetenversammlung (BVV) Friedrichshain-Kreuzberg zur Umbenennung eines Teils des Mariannenplatzes in „Rio-Reiser-Platz“ ein.

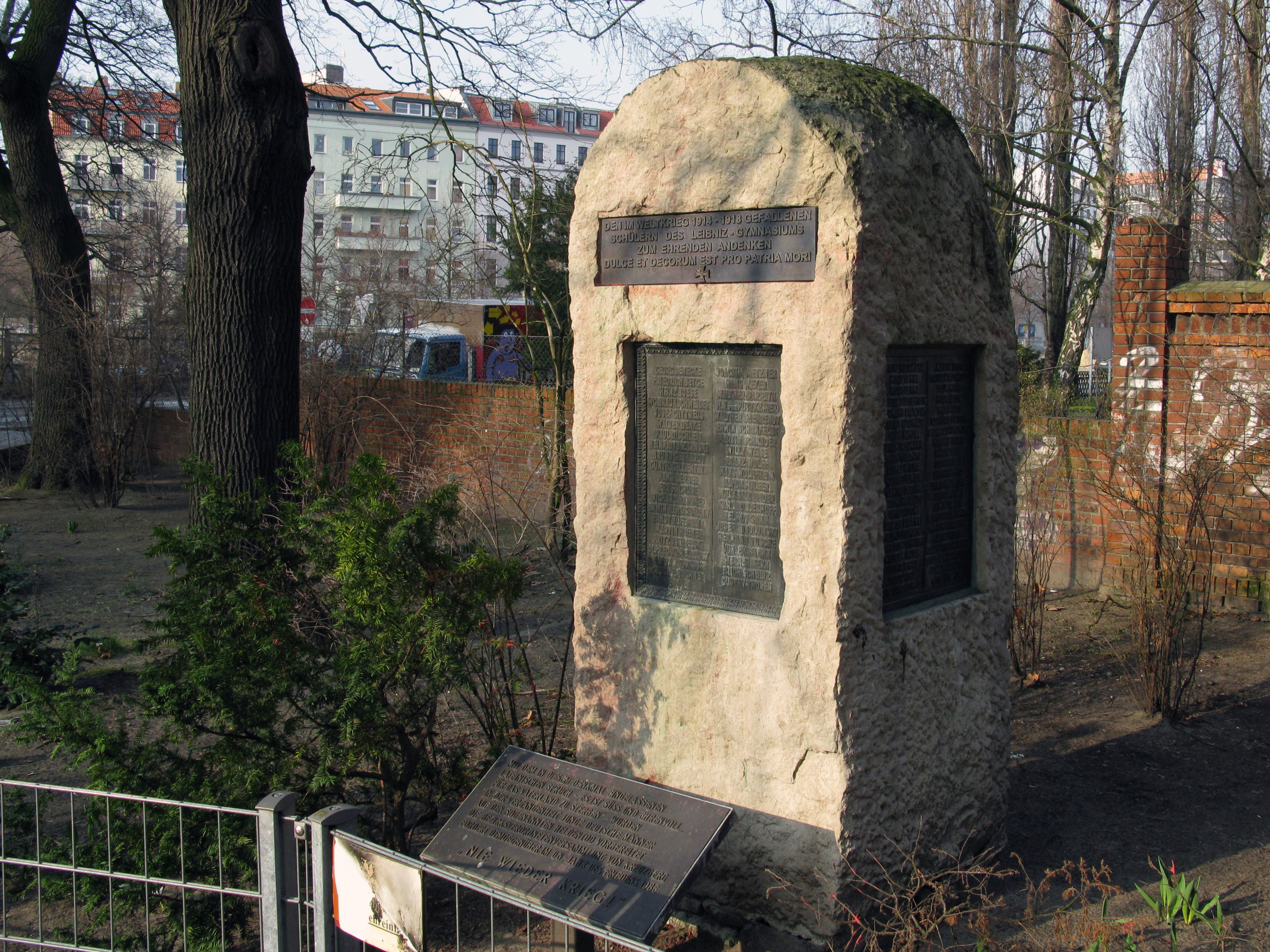
Kriegerdenkmal

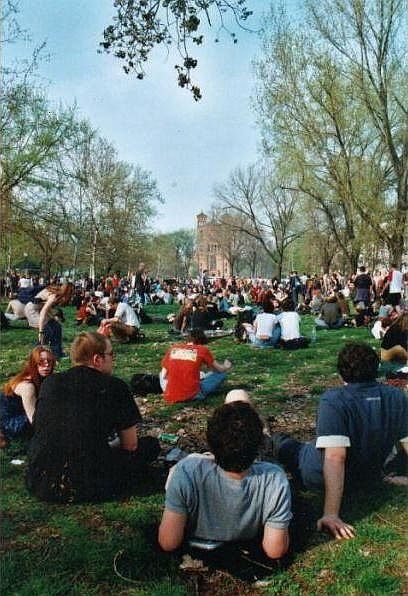
Familienfest am Mariannenplatz, 1. Mai 2001

Auf dem Platz befinden sich der Feuerwehrbrunnen mit einer Skulpturengruppe von Kurt Mühlenhaupt und ein Kriegsdenkmal.
Die BVV des seinerzeitigen Bezirks Kreuzberg hat sich sehr für die Erinnerung an die Opfer des NS-Regimes und für Völkerverständigung eingesetzt. Ein Beispiel hierfür ist der „aufklärerische Umgang mit einem Kriegsdenkmal“.
An der nordöstlichen Ecke des Mariannenplatzes, am Seiteneingang der Nürtingen-Grundschule, steht ein Sandstein-Quader mit eingelassenen Bronzetafeln zur Erinnerung an die im Ersten Weltkrieg gefallenen Schüler des Leibniz-Gymnasiums (nicht identisch mit heutigem Leibniz-Gymnasium), dessen Gebäude heute zur Nürtingen-Grundschule gehören.

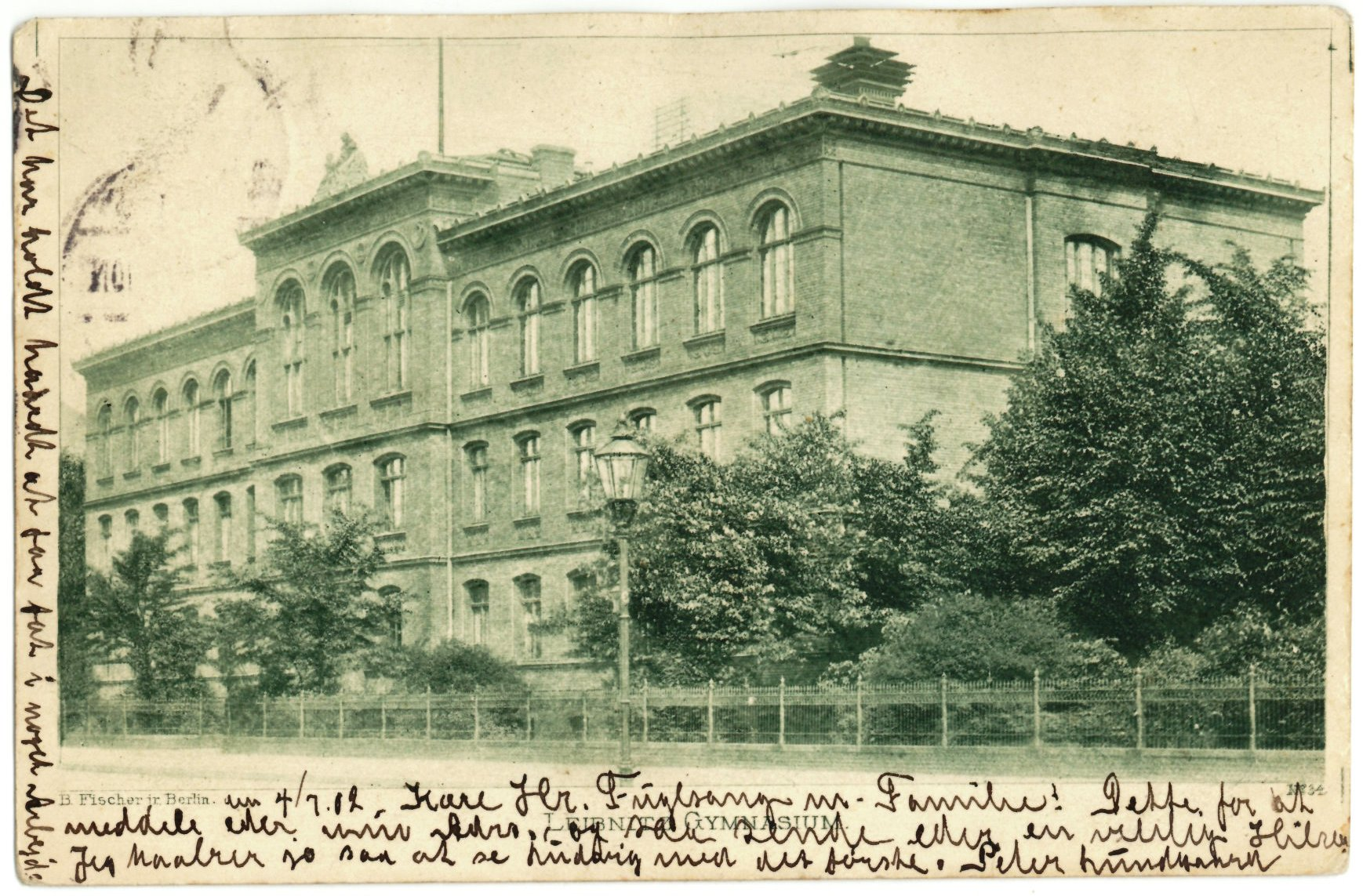
Leibnitz-Gymnasium
(Schreibweise mit „…tz“)

Hier findet sich ein erstes Berliner Beispiel einer kritischen Auseinandersetzung mit einem Kriegsdenkmal durch ergänzende Gestaltung. Eine davor gestellte Bronzeplatte weist das Pathos der alten Inschrift zurück:

„Mit dem in diesem Denkmal eingelassenen lateinischen Spruch – ‚Es ist süß und ehrenvoll, für das Vaterland zu sterben‘ – wurden in der Vergangenheit junge deutsche Männer auf den sogenannten Heldentod vorbereitet. Die Bezirksverordnetenversammlung von Kreuzberg fordert demgegenüber im UN-Jahr des Friedens 1986 ‚Nie wieder Krieg!‘“

Im Nordwesten des Platzes steht seit dem 29. Juni 1990 eine Gedenkstele von Nikolaus Langhans, die an den von den Nationalsozialisten ermordeten Widerstandskämpfer Wilhelm Lehmann („13.01.1869 – 10.05.1943 Plötzensee“) erinnert.

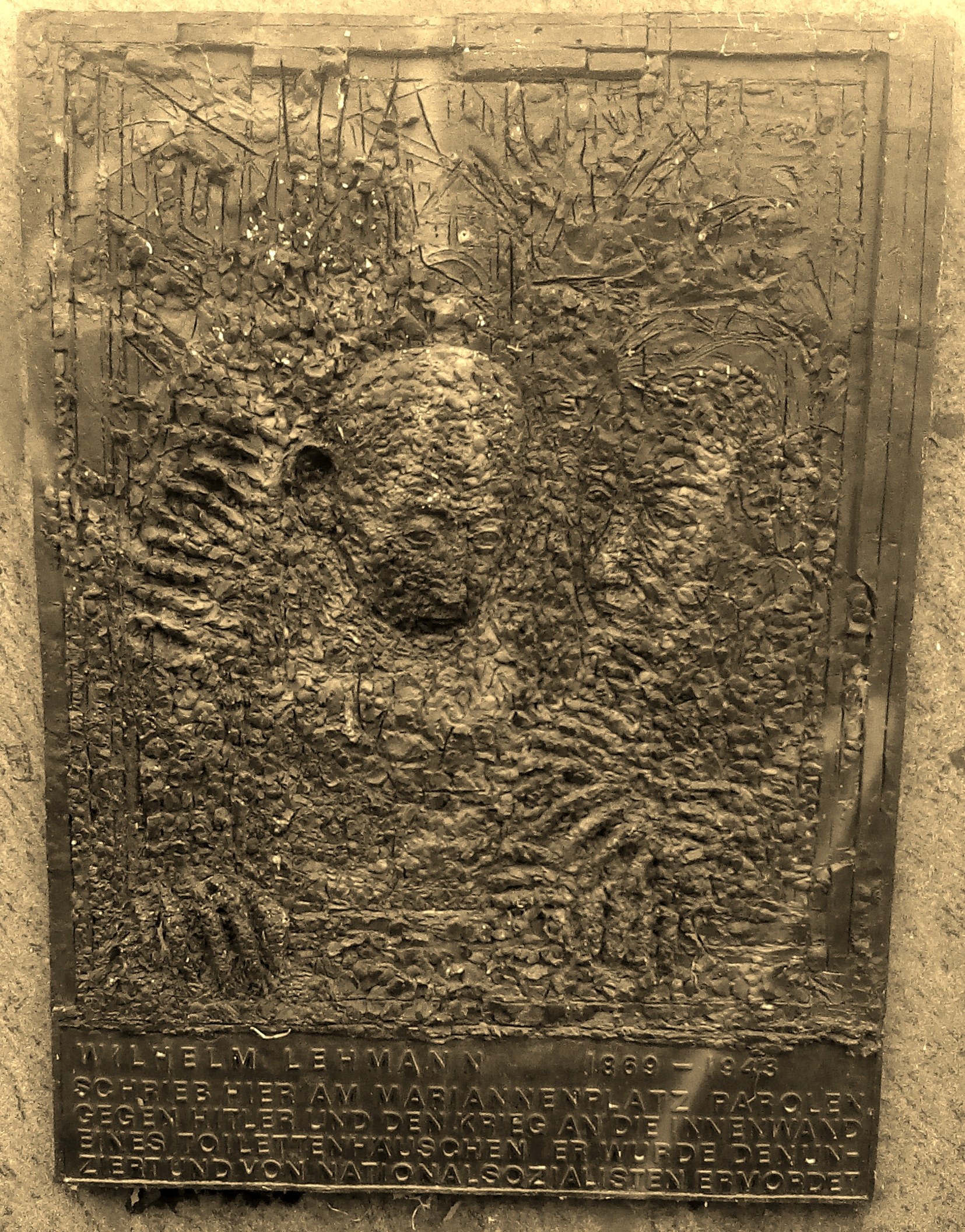
Gedenkstele für Wilhelm Lehmann (1869–1943)

Auf dem Mariannenplatz mit seiner runden Freiluftbühne finden öfter Familien- und Straßenfeste sowie andere Kulturveranstaltungen statt, beispielsweise das seit 2003 jedes Jahr am 1. Mai stattfindende Myfest. Ansonsten ist der Platz ein beliebter Naherholungstreffpunkt für Menschen jeglichen Alters und jeglicher Nationalität. Am 21. Juni 2002 gab die Band Die Ärzte auf dem Platz ihr 20-Jahres-Jubiläumskonzert vor 35.000 Zuschauern, vom 2. bis zum 8. Juli 2006 fand hier die Straßenfußball-Weltmeisterschaft statt.